# 보은 법주사 원통보전
보은 법주사 원통보전(報恩 法住寺 圓通寶殿)은 충청북도 보은군 속리산면, 법주사에 있는 조선시대의 불전이다. 1987년 3월 9일 대한민국의 보물 제916호로 지정되었다.

## 개요
속리산 기슭에 있는 법주사는 신라 진흥왕 14년(553)에 처음 지었고, 혜공왕 12년(776)에 다시 지었다. 임진왜란으로 모두 불탄 것을 인조 2년(1624)에 벽암이 다시 지었으며 그 뒤 여러 차례 수리를 거쳐 오늘에 이르고 있다.
원통보전은 앞면 3칸·옆면 3칸 규모의 정사각형 1층 건물로, 지붕은 중앙에서 4면으로 똑같이 경사가 진 사모지붕이다. 지붕 처마를 받치기 위해 장식하여 짜은 구조가 기둥 위에만 있는 주심포 양식으로 꾸몄다. 건물 안에는 앉은키 2.8m의 금색 목조 관세음보살상을 모시고 있다. 관세음보살상은 머리에 화관(花冠)을 쓰고 있으며, 얼굴에는 자비로운 웃음을 머금고 있다.
단순하지만 특이한 건축 양식을 갖추고 있어 건축사 연구에 소중한 자료가 되고 있다. 

## 현지 안내문
이 건물은 신라 진흥왕 14년(553)에 의신조사에 의해 처음 건립되고 해공왕 12년(776) 진표율사에 의해 고쳐지어 졌으며 임진왜란으로 불탄 뒤 1624년(인조 2년) 벽암대사가 다시 고쳐 지어 오늘에 이르고 있다.
네모꼴 평면의 단층 네 모서리 지붕을 이룬 아름답고 화려한 건물로 이 안에는 높이 2.8m의 금으로 입힌 목조 관음보살상을 모시고 있다. 관음보살상은 머리에 화관을 쓰고 있으며, 자비로운 모습을 보이고 있다.

## 같이 보기
- 법주사

## 참고 자료
- 보은 법주사 원통보전 - 국가유산청 국가유산포털